# Pteridium aquilinum
Fougère-aigle, Grande Fougère
Espèce
La Fougère-aigle ou Grande Fougère (Pteridium aquilinum) est une espèce de plantes de la famille des Dennstaedtiaceae. Elle est très commune, voire envahissante, et cosmopolite. On la retrouve jusqu'à 2 000 m d'altitude. Cette plante toxique a longtemps été utilisée à des fins alimentaires et médicinales et reste utilisée, notamment en horticulture.
Elle est parfois appelée fougère bizard, fougère aquiline, fougère commune, fougère impériale, porte-aigle, ou encore aigle impérial.
Un peuplement de fougères aigles est appelé ptéridaie.

## Description morphologique

### Appareil végétatif
La fougère aigle possède un rhizome noir, fibreux et ramifié, rampant à plusieurs dizaines de centimètres sous le sol. Il lui permet de coloniser rapidement son milieu. Le rhizome est capable de se ramifier par dichotomie, de se développer et de former un clone à distance. Les ramifications finissent par mourir avec le temps, et c'est ainsi que le clone sera séparé de la fougère originelle. Par cette méthode de reproduction asexuée, la fougère aigle est à même d'envahir les zones dégagées où son rhizome profond peut cheminer sans obstacles. De même, le rhizome est épargné par les incendies de forêt, qui détruisent les végétaux en surface, et pourra ainsi permettre à la fougère de repousser.
À partir de ces rhizomes naissent à chaque printemps des frondes de très grande taille, larges de 30 à 90 cm non persistantes l'hiver. Les frondes sont de forme triangulaire caractéristique et ont tendance à se courber parallèlement au sol. Elles possèdent un pétiole plus ou moins pubescent et canaliculé, très long et épais, pouvant atteindre 1 à 1,5 m de long. Les frondes sont divisées plusieurs fois (parfois quatre fois : fronde bi-, tri-, quadripennatiséquée). Les segments de ces frondes sont également triangulaires, sessiles et un peu enroulés sur les bords.
Selon Francis Hallé, la fougère aigle est potentiellement immortelle. Un rhizome peut ainsi vivre près de 1 000 ans.

### Appareil reproducteur
Les sporanges, qui contiennent les spores sont rares, très souvent absents ; la fougère est alors stérile et ne se reproduit que végétativement. Ils se situent sur la face inférieure des frondes et sont protégés par le bord replié du limbe qui forme une indusie. La sporulation est anémochore.

## Écologie

### Habitats

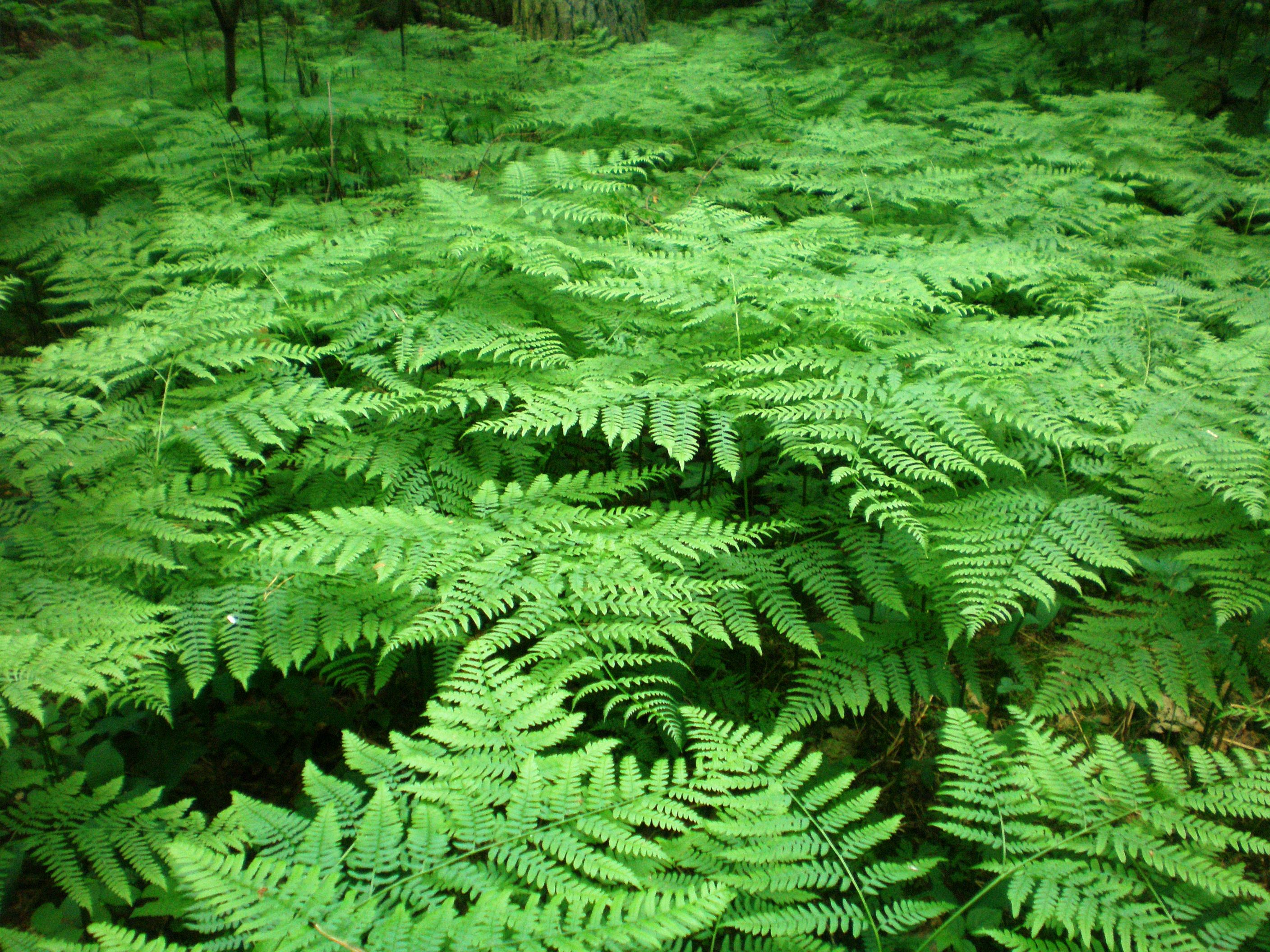
Nappes hautes et étendues des Fougères aigles

La fougère aigle se développe dans des stations en pleine lumière ou semi-ombragées, souvent sur des sols pierreux ou sableux et acides et assez profonds. Elle est indifférente à l'humidité du sol.
En France, sa préférence pour les hivers doux explique sa grande répartition sur le domaine atlantique. Néanmoins, elle est cosmopolite et on la trouve dans de nombreuses régions du monde et sous de nombreux climats, sauf dans les zones désertiques chaudes ou froides. Elle se développe depuis le niveau de la mer jusqu'à 2 000 m d'altitude, des étages collinéens à montagnards et supra-méditerranéens. Il semble qu'il existe différents écotypes. Ainsi, on retrouve Pteridium aquilinum à la fois sur des sols carbonatés et sur d'autres décarbonatés. Pteridium aquilinum indique des sols acides pauvres ou riches en bases et engorgés en matière organique végétale. Elle indique également une carence en matière organique animale et en azote. Une prairie agricole contenant cette plante de manière significative évolue vers la lande. Les peuplements de fougère aigle sont souvent nommés « ptéridaies ». On peut donc trouver facilement cette fougère dans votre jardin.
Au Canada, la fougère aigle semble plus inféodée aux milieux secs. Lorsqu'on la retrouve en milieu humide, elle est toujours située sur des buttons plus sec.

### Climax écologique

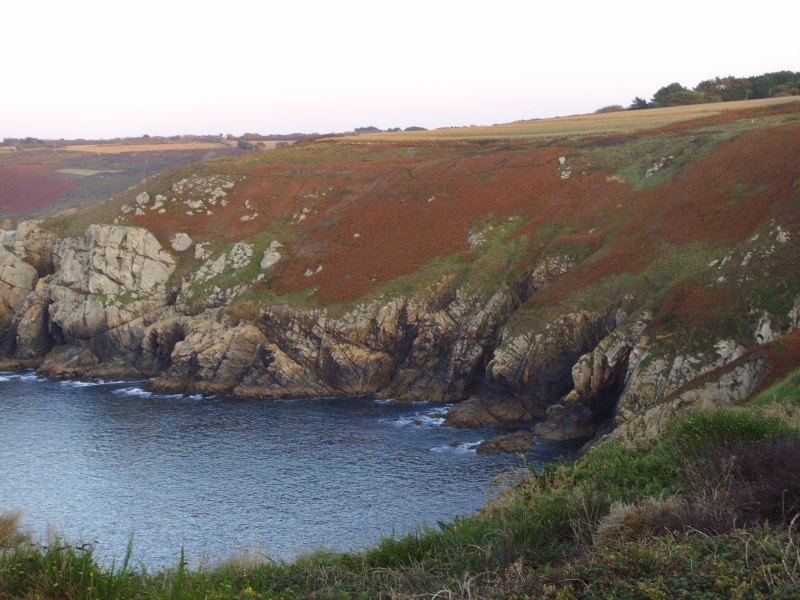
Sur les falaises atlantiques, les ptéridaies (ici en brun) peuvent être dominantes sur les pentes

Au sein des écosystèmes qui ont atteint leur stade évolutif optimum, le climax,,, on retrouve ces peuplements en forêt claire et acides, en particulier les chênaies sessiles et rouges (Quercus robur-petraea), les hêtraies-chênaies (Querco-Fagetea) et les hêtraies (Luzulo-Fagion) ainsi que les forêts denses montagnardes de pin noir (Galio-Pinetum luzuletosum)  et les forêts de pin maritime et de chêne liège aquitaniennes (Pinus pinastri - Quercus suber). Lorsque la fougère aigle y est dominante, elle forme des nappes hautes et étendues (forêts claires ou dégradées appauvries) créant une atmosphère sombre. À ceci s'ajoutent ses propriétés allélopathiques qui bloquent la levée de dormance des graines du sol. En conséquence, seules les espèces printanières subsistent (muguet, scille à deux feuilles et parfois le maïanthème).

### Milieux intermédiaires
Les clairières, et coupes des forêts (Epilobium angustifolium, Sambucus racemosa, Salix caprea) sont également des biotopes de choix pour cette fougère.
Dans les landes des régions atlantiques et sub-atlantiques de l'Europe continentale plus ou moins humides à callune (Calluna vulgaris) et à bruyère cendrée (Erica cinerea), mais également celles à Genista pilosa (Genista pilosa), genêt à balais (Cytisus scoparius), à myrtille (Vaccinium myrtillus) et myrtille des marais (Vaccinium uliginosum), la fougère aigle s'installe afin de préparer la reconstitution de chênaies acidophiles (Quercion).
On retrouve, également cette fougère dans des zones plus ou moins anthropisées telles que les fruticées supra-méditerranéennes à Prunelier noir et à Ronces (Pruno-Rubenion fruticosi). En effet, ces biotopes sont typiques des parcelles agricoles sous-exploitées, voire abandonnées du sud montagneux de la France. Dans ces alliances (Epilobium angustifolium, Sarothamnus scoparius et Cytisus oromediterraneus / C. scoparius), la fougère aigle sera toujours sur sol acide et moyennement frais et est particulière aux sols pauvres en matière organique animale. Le Genêt à balais sera, quant à lui, propre à des zones plus riches et récemment labourées ou brûlées. Enfin, les ronces se développeront sur des sols riches en éléments nutritifs.
Certains murs et rochers humides même calcaires (Cystopteris fragilis) peuvent accueillir un développement fugace de cette fougère, elle n'y survit que quelques années. D'autres lieux anthropisés peuvent également accueillir la fougère aigle, il s'agit souvent de chemins, de talus ou encore de terrains vagues et de friches, zones anthropisées des peuplements sus-mentionnés.

### Propagation
D'après Y. Dumas, durant les deux derniers siècles, la fougère aigle « a vraisemblablement été favorisée par l'abandon de sa récolte, la plantation de pin en plaine et la désertification de zones rurales ». Bénéficiant de sa capacité à se développer dans des conditions de luminosité faible, d'un réseau de rhizomes envahissant les ouvertures de peuplement, de ses propriétés allélopathiques, et de sa toxicité envers les animaux, elle colonise de nouveaux espaces.
En foresterie, cette extension doit être limitée car elle présente bien des inconvénients. En effet, elle envahit complètement les jeunes plantations, il est alors nécessaire d'effectuer le dégagement fréquent des jeunes plants.
Le gibier (lapin, lièvre, chevreuil) ne s'en nourrit pas ou se rabat sur les jeunes plants ; les couverts sont monotones et peu d'oiseaux en tirent parti. Il n'y a guère que la faune du sol (Arthropodes, Micromammifères) qui puisse abonder dans ces conditions. Son caractère exclusif empêche l'apparition de buissons que bien des animaux (oiseaux, chevreuils) pourraient mettre à profit comme abri et comme source de nourriture.

## Rôle écologique

### Toxicité
Toutes les parties de la fougère aigle sont considérées comme toxiques en raison de leur teneur en aquilide A et en dérivés de cyanure ; les crosses dégagent d'ailleurs une odeur d'amande amère à la cuisson. D'après une étude faite au Japon, les crosses crues de fougère aigle pourraient contenir des substances cancérigènes, un hétéroside cyanogénétique (c'est-à-dire susceptible de produire du cyanure) ainsi qu'une enzyme (thiaminase) qui détruit la vitamine B1 dans l'organisme. Les frondes arrivées à maturité, qu'elles soient fraîches, cuites ou séchées, sont également toxiques.
Les spores seraient la partie la plus cancérigène, et peuvent causer des problèmes chez le bétail. Les humains qui travaillent à l'extérieur là où il y a une abondance de fougères aigle risquent également d'être affectés par les spores,, en particulier lors de la dissémination des spores de juillet à octobre.
Les animaux qui abusent de cette fougère (rongeurs, jeunes bovins en stabulation libre avec fougère utilisée comme litière) sont atteints d'une maladie mortelle nommée « ptéridisme » ou hématurie chronique. La forme aigüe rencontrée chez les animaux plus jeunes, est un cancer dû à l’aquilide A (ou ptaquiloside selon les auteurs). La maladie apparaît assez rapidement, soit 40 à 100 jours après le début de la consommation de quelques kilogrammes par jour de ce végétal et principalement chez les génisses. Cette molécule est aussi considérée comme mutagène. Il a été trouvé certaines substances dont le Ptaquiloside dans l'eau potable ce qui peut expliquer l'augmentation des cancers gastro-œsophagiens chez l'humain dans les zones riches en fougère aigle. Et le bétail s'en nourrissant, leur lait contient ces substances.
Les bovins consommant cette fougère de manière prolongée peuvent aussi développer des cancers de la vessie, à cause d'une autre molécule, la quercétine, lorsque la consommation de cette plante est associée avec une infection par le virus des papillomes.
Les chevaux peuvent également souffrir d'avitaminose B1 s'ils consomment de la fougère en forte dose (plus de 2 kg par jour pendant 1 mois). À petite dose, il semble possible de les soigner en augmentant leur taux de vitamine B1. Le ptéridisme se manifeste par une atteinte à la moelle rouge des os, causant ainsi anémie et phénomènes hémorragiques,.
Chez les porcs, les symptômes d'un déficit en thiamine sont plus discrets et peuvent faire penser à une insuffisance cardiaque. On observe une anorexie, une perte de poids et parfois une position couchée.
Chez les ovins qui paissent les fougères peuvent aussi apparaître des troubles visuels allant jusqu'à la cécité par dégénérescence de la rétine, ainsi que des tumeurs sur différentes zones du système digestif (mâchoires, rumen, intestin, foie),.
L’agent chimique responsable de ce dysfonctionnement est la thiaminase, une enzyme capable d’hydrolyser la vitamine B1. Sa concentration est la plus élevée dans les rhizomes et les jeunes crosses.

### Valeur nutritionnelle
Le taux brut de protéines de la fougère aigle décroît entre le printemps et l'automne, passant d'environ 20 % à moins de 10 % dans les frondes, et d'environ 10 % à 2 ou 3 % dans les pétioles. La  lignine, le tanin et les composés à base de silice voient leur taux augmenter dans le même laps de temps, ce qui rend les plantes moins attractives. Par contre, c'est à l'automne que les taux de cyanure et de thiaminase sont les plus bas,.

### Consommation par la faune
Malgré sa toxicité, la fougère aigle est consommée par plusieurs espèces animales.
Les cervidés peuvent consommer la fougère aigle, mais toujours en faible quantité, et essentiellement lorsque les frondes sont encore en forme de crosse. Les lapins peuvent occasionnellement consommer les frondes et les rhizomes. Les chèvres en liberté peuvent elles aussi consommer cette fougère, mais les moutons l'évitent,.
Plusieurs espèces d'insectes consomment eux aussi cette fougère. Par exemple en Europe, les chenilles de plusieurs espèces de lépidoptères se nourrissent de la fougère aigle:
- en Europe :
  - Monochroa cytisella (attaque les tiges de la fougère)
  - Sparganothis pilleriana
- en Europe tempérée :
  - Idaea ostrinaria (en Grèce)
  - Petrophora chlorosata (dans les îles Britanniques et en Finlande) attaque les feuilles
  - Pharmacis fusconebulosa (en Finlande)
  - Phymatopus hecta (en Finlande)
  - Callopistria juventina (en Europe)
  - Euplexia lucipara (dans les îles Britanniques et en Finlande) attaque les feuilles
  - Lacanobia contigua (en Finlande)
  - Melanchra persicariae (en Finlande)
  - Melanchra pisi (dans les îles Britanniques et en Finlande)
  - Apterona crenulella (en Allemagne)
  - Celypha lacunana (en Europe)

### Plante de couverture
La fougère aigle offre une bonne couverture au sol, ce qui peut avoir un impact positif sur l'écosystème, comme permettre la diminution de l'érosion des sols et d'offrir un abri à la faune, mais aussi négatif, car les propriétés allélopathiques de cette plante empêchent de nombreuses autres espèces végétales de se développer (voir le paragraphe "Climax écologique").
Les petits cervidés, les renards, de nombreux rongeurs et certaines espèces d'oiseaux (pipits, bécasses, troglodytes, tariers, faisans et autres phasianidés par exemple) utilisent la fougère aigle pour se dissimuler et/ou pour nicher. Les massifs de fougères pullulent souvent de tiques propageant des maladies redoutables pour les chiens comme pour l'humain si elles ne sont pas décelées à temps (Maladie de Lyme notamment).

## Distribution géographique
Cosmopolite, mais avec des sous-espèces et des variétés diverses à travers le monde.
Présent dans la totalité des départements de la France métropolitaine.

« C'est une des rares espèces à pousser dans le monde entier : elle est dite cosmopolite. En Europe, elle est adaptée aux sols granitiques des massifs hercyniens. mais elle vit aussi sous l'équateur. Parfaitement semblables, ces fougères sont cependant adaptées à leur milieu, et non intervertibles : un pied français transporté sous les tropiques ne parvient pas à s'y adapter, et meurt. Il en va de même pour un pied poussant sous l'équateur, qu'on transplante en Europe. Nous avons affaire là à deux écotypes de même espèce, morphologiquement semblables. Si, comme on incline aujourd'hui à le penser, la nature de l'habitat, de la niche écologique, est un facteur déterminant pour caractériser les espèces, il existerait alors, selon ces vues, plusieurs espèces au sein du groupe des fougères aigles. »

— Jean-Marie Pelt, L'évolution vue par un botaniste, Fayard, 2011, p.269.

## Statuts de protection, menaces
L'espèce n'est pas considérée comme étant menacée en France. Elle est classée Espèce de préoccupation mineure (LC) par l'UICN.

## Systématique

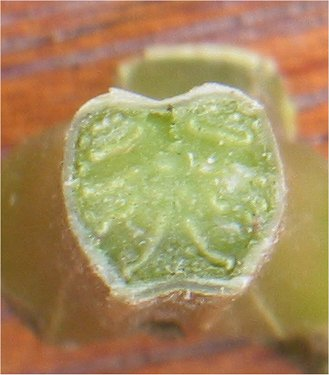
Coupe d'une crosse de Pteridium aquilinum

### Étymologie
« Pteridium aquilinum » vient du grec ancien pteris 'fougère' et aquila  'aigle'. En effet, si l'on arrache la grande feuille développée, qui forme à elle seule ce qu'on appelle ordinairement une fougère, et qu'on coupe la base brune et noirâtre de cette feuille, on remarque, sur la section, l'apparence d'un aigle à deux têtes, d'où le nom de fougère aigle. Pour d'autres auteurs, le nom de la plante serait dû au fait que la forme de sa feuille rappelle l'aile de l’oiseau.

### Synonymes
La fougère aigle a reçu de nombreux autres noms scientifiques, désormais non valides: Pteris aquilina L., Asplenium aquilinum, Allosorus aquilinus, Ornithopteris aquilina, Filix aquilina, Filix-foemina aquilina, Pteris latiuscula.

### Sous-espèces et variétés
La fougère aigle possède deux sous-espèces, présentant chacune plusieurs variétés :
- Pteridium aquilinum ssp aquilinum : présente dans l'hémisphère nord, elle possède 8 variétés ;
- Pteridium aquilinum ssp caudatum : présente essentiellement dans l'hémisphère sud, elle possède 4 variétés[3].

## Fougère aigle et société

### Éradication
La fougère aigle est une plante héliophile qui se développe dans les forêts traitées en coupe à blanc ou trop fortement éclaircies. Sa limitation commence par un bon dosage de l'éclairement des sols forestiers. Une étude est actuellement[Quand ?] en cours pour proposer différents moyens de limiter l'extension de la fougère et de lui substituer d'autres plantes ligneuses au grand bénéfice de la faune et de la sylviculture[réf. souhaitée].
Pour être efficace, une éradication par la fauche doit comprendre au moins deux fauches à des dates choisies en fonction du cycle biologique de la plante afin d'affaiblir le plus possible le rhizome. Il a été montré que deux fauches, une fin juin et une fin juillet permettent une diminution progressive de l'importance des fougères. D'inspiration anglaise, la technique du rouleau brise-fougère tiré par des bêtes de trait se montre très efficace sur terrain étriqué ou non mécanisable.
Une fauche rase n'est pas indispensable et est même à éviter sur certains types de végétation sensibles comme les landes mésophiles. Les effets de la fauche ne sont réellement visibles qu'après deux ou trois années de traitement. La technique du brise-fougères a l'avantage de blesser la plante qui tente de survivre avec ses parties saines et qui s'affaiblit ainsi alors qu'une coupe franche a l'inconvénient de générer une nouvelle pousse qui sera plus forte que celle de la plante blessée.
Le chaulage permet également de limiter cette espèce des terrains très acides.
Autre solution originale, l'élevage en forêt de cochons permet d'éradiquer la fougère. En effet, le cochon déterre et mange les rhizomes des fougères même si cela est toxique et provoque une avitaminose.

### Utilisations

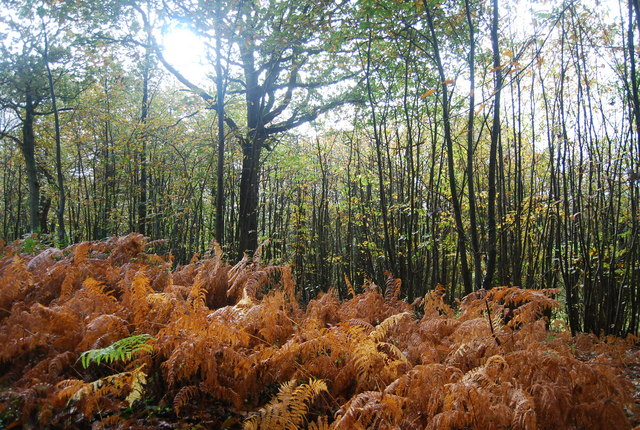
En automne, les frondes de la fougère traduisent leur capacité de survivre en état d'anhydrobiose : leur couleur automnale est due aux tannins et leurs copigments comme l'acide coumarique, protecteurs contre les stress biotiques (attaques de pathogènes) et abiotiques (froid, sécheresse) qui induisent un stress oxydatif.

#### En horticulture
- Paillage antifongique

La fougère, en particulier la fougère aigle (Pteridium aquilinum) commune dans les landes et forêts françaises, peut être utilisée en jardinage biologique. On la récolte de préférence sèche ou jaunissante, à l'automne. À cette époque de l'année, sa vocation première est de servir de protection contre le gel à toutes les plantes sensibles: mâches, chicorée sauvage, scarole, artichaut...
Quand vient le printemps, la fougère se transforme en matériau idéal pour la couverture du sol. C'est dans les fraisiers qu'elle donne le meilleur d'elle-même grâce à son action allélopathique antifongique contre la pourriture grise. Mais on peut également l'utiliser pour pailler toutes sortes de cultures dès lors que le sol s'est réchauffé, en guise d'assurances anti-sécheresse et anti-mauvaises herbes.
En paillage frais ou sec de 5 cm d'épaisseur environ, elle attire mais empoisonne les limaces car elle contient un aldéhyde[réf. nécessaire] se transformant en métaldéhyde après fermentation[réf. nécessaire]. Le purin de fougère peut également être utilisé à cet effet et il serait encore plus efficace si l’on ajoute quelques marrons d’Inde écrasés lors de la fabrication.
- Purin de fougère insecticide

Le purin de fougère est également un insecticide puissant qui permet de détruire le puceron lanigère (que la plupart des insecticides chimiques n’arrivent pas à contrôler). Il serait également efficace contre le taupin de la pomme de terre et la cicadelle de la vigne. On l'utilise en pulvérisation dilué à 10 %. Pour le produire, il suffit de laisser fermenter 1 dose de fougère dans 10 doses d'eau puis de diluer le résultat de la fermentation dans 10 fois son volume d'eau. C’est un des rares insecticides naturels à utiliser en « curatif ».
- Engrais vert

La fougère aigle pousse dans les sols acides mais elle n'acidifie pas le sol: c'est une plante améliorante qui contient de grandes quantités de chaux, remède naturel contre l'acidité. Mieux elle constitue un véritable engrais vert, 7 fois plus riche en azote, 3 fois plus riche en phosphore et 5 fois plus riche en potasse que le fumier de vache. Il est donc souhaitable de l'incorporer au sol après qu'elle a servi de mulch. Elle favoriserait le développement d'un important chevelu racinaire.
Dans l'ouest des Pyrénées, l'agriculture traditionnelle en tire encore profit. Fauchée fin juin, à demi séchée et très lentement brûlée dans une fosse deux fois plus profonde que large (pour éviter les flammes, les agriculteurs pratiquent l'écobuage en recouvrant sans cesse le foyer de nouveaux combustibles), elle donne une cendre très riche en potasse.
La fougère mâle (Dryopteris filix-mas) aurait des propriétés proches de la fougère aigle, sauf les actions antifongiques .

#### Dans l'industrie
En présence de chrome, le rhizome de la fougère aigle teint la laine en jaune. Les crosses, quant à elles, teignent la laine en jaune-verdâtre avec de l'alun ou du chrome. Elles teignent la soie en gris avec du sulfate de fer.
Autrefois, le rhizome était aussi utilisé pour tanner le cuir, et la cendre issue de la combustion de cette plante, riche en potasse, permettait de fabriquer du savon et servait d'agent blanchissant. La cendre fut aussi utilisée dans la fabrication de verre jusqu'au XIXe siècle,.
La fougère aigle contient en effet une proportion assez intéressante de potassium (1 à 2 % du poids sec), et surtout un pourcentage élevé de dioxyde de potassium (KO2) dans les cendres (40 %). Des quantités très importantes de fougère aigle étaient exploitées, principalement pendant les mois de juillet et août, où le rendement en potasse par unité de surface est le meilleur.

#### Usage domestique
La fougère aigle a été utilisée pour couvrir les toits en guise de chaume, mais aussi comme combustible. Dans le Pays basque elle est parfois utilisée comme litière.

#### Usage alimentaire

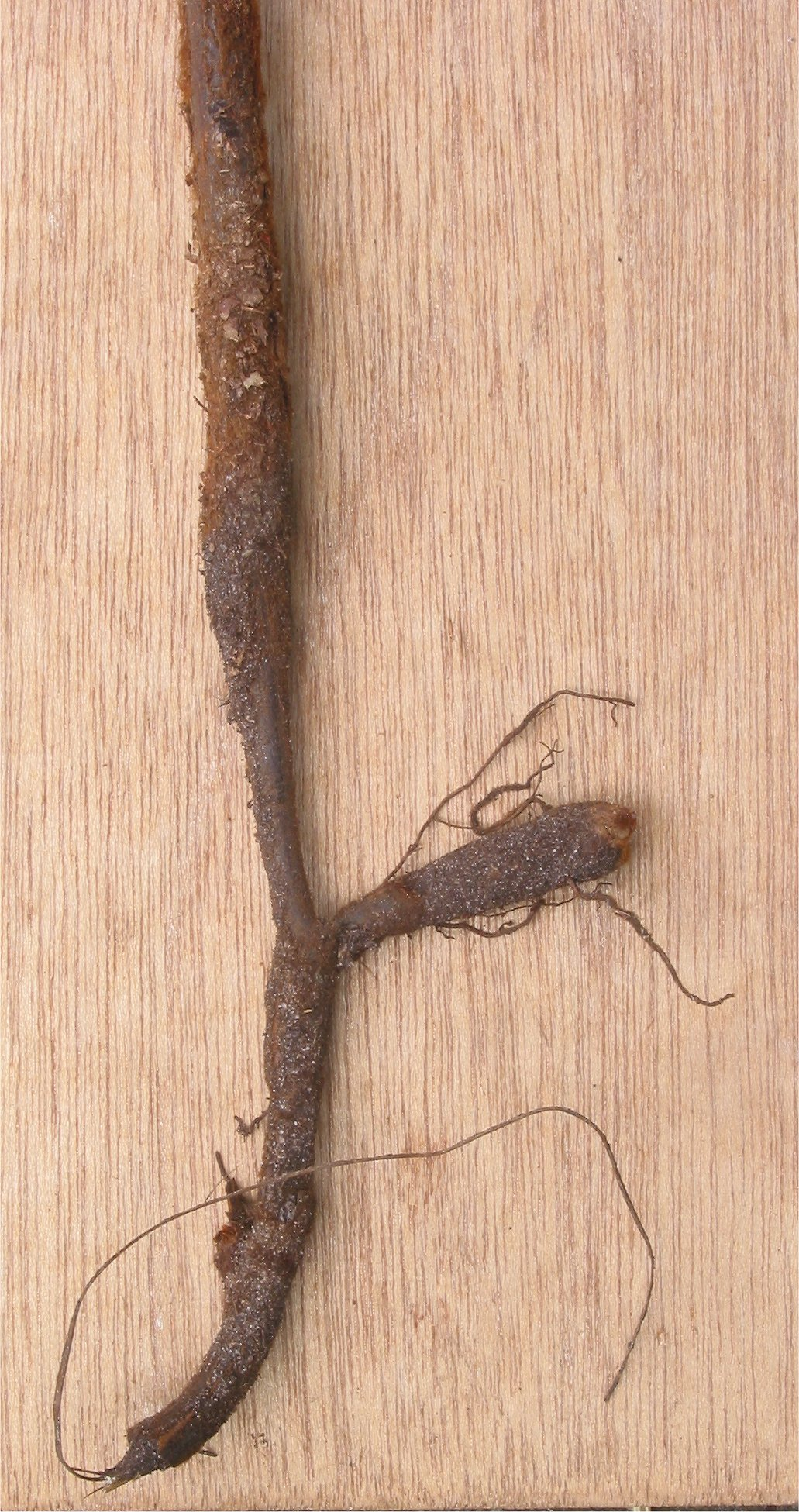
Rhizome de Pteridium aquilinum.

On sait aujourd'hui que la fougère aigle est toxique pour différents oiseaux et mammifères (voir paragraphe "Toxicité"), mais cela ne l'a pas empêché d'être souvent consommée autrefois.

##### Le rhizome
En raison de la grande propagation de la fougère aigle, on a consommé son rhizome dans de nombreuses parties du monde. Son épaisseur et sa teneur en amidon sont variables. Elles dépendent de son biotope.
Il est généralement considéré comme toxique cru, et il faut donc le faire cuire. Par exemple, il peut être coupé en morceaux et bouilli. Une fois moulu on obtient une purée, une fois séchée, une farine. En Europe, cette préparation a souvent été mêlée à de la farine de céréale pour faire du pain, on l'appelait le « pain de fougère ». Jusqu'au XIXe siècle, le pain de fougère aigle formait parfois la base de l'alimentation en cas de disette,. Cette récolte sauvage est aujourd'hui tombée en désuétude. À Palma (Espagne), les habitants consommaient ce mélange de rhizome moulu et de farine en bouillies. En Sibérie, on mettait à fermenter ces rhizomes avec les deux tiers de leur poids en malt pour en faire une sorte de bière. Au Japon, on en extrait la fécule par un long procédé qui sert à confectionner des mochis, gâteaux cuits à la vapeur. Enfin, les Indiens d'Amérique du Nord faisaient cuire ce rhizome pendant des heures dans leur four souterrain. Ils en mangeaient la partie comestible et recrachaient les fibres. En Nouvelle-Zélande, le rhizome d'une espèce proche, Pteridium esculentum, constituait la base de l'alimentation des Maoris ,,.

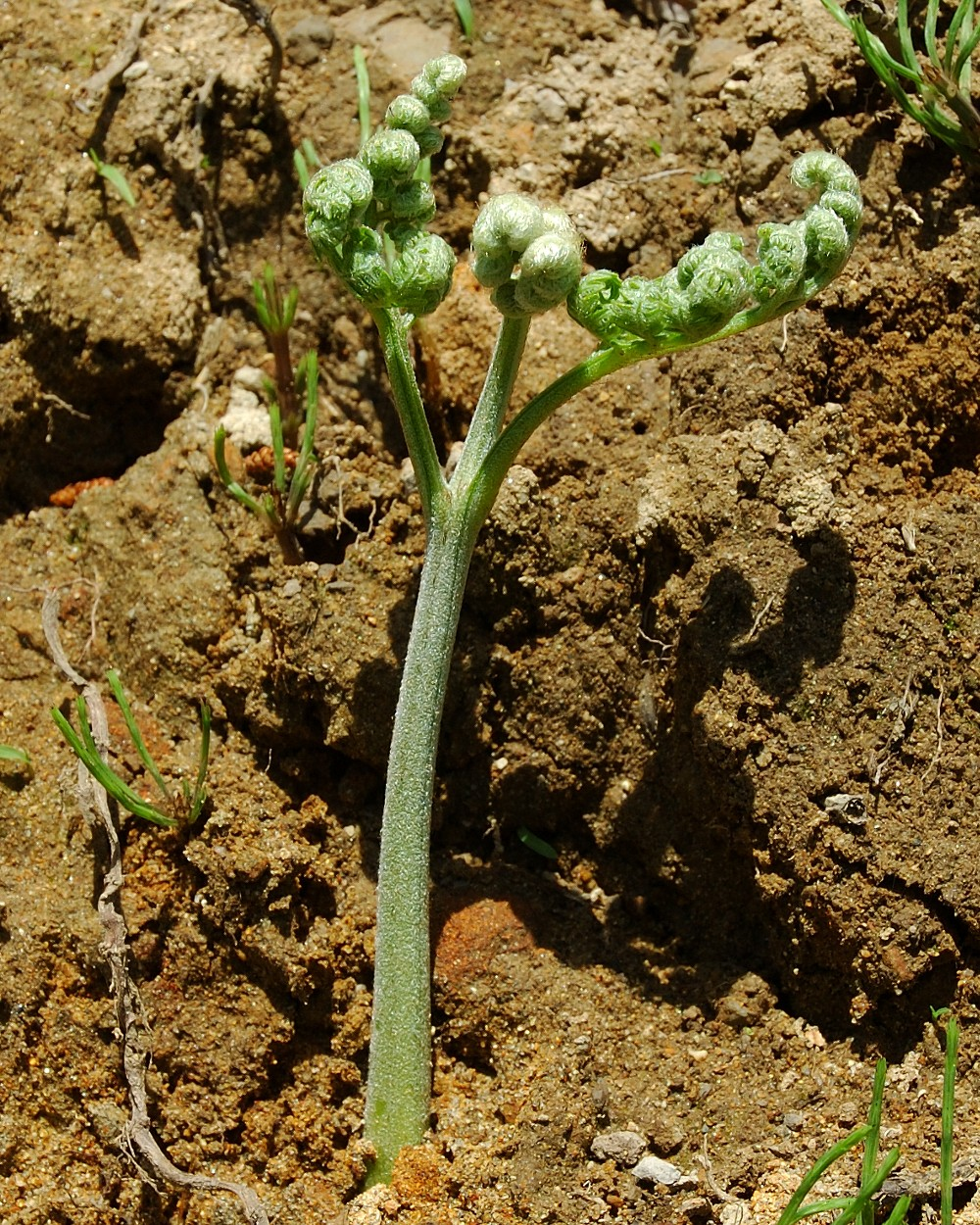
Crosse de Pteridium aquilinum

##### Les jeunes pousses

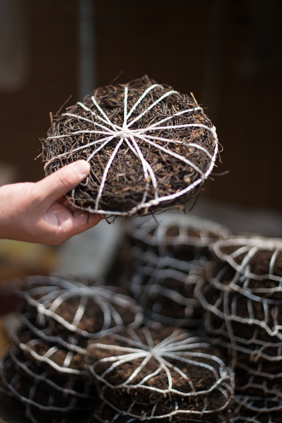
Fougères aigle séchées (gosari) de Corée.

Que ce soit en Europe, en Asie ou en Amérique, on a utilisé les jeunes pousses de fougères. D'après F. Couplan, « il faut prendre soin de les choisir avant que les crosses terminales aient commencé à se dérouler et de ne cueillir que le sommet de la jeune-pousse qui doit se casser entre les doigts ». En effet, les crosses développées ainsi que les frondes matures deviennent toxiques. Les jeunes crosses sont mucilagineuses, on peut donc s'en servir pour épaissir des préparations telles les soupes. Au Japon, elles sont fréquemment utilisées comme légumes ou conservées au sel, à la lie de saké (vin de riz) ou au miso de riz (pâte de riz ou de sel fermenté). Leurs principes indésirables sont alors éliminés en faisant bouillir les crosses dans de l'eau (idéalement dans deux eaux, pendant 10 minutes) à laquelle on a ajouté des cendres de bois (il semble que ce soient les conditions alcalines qui procèdent à cette élimination). Après avoir macéré vingt-quatre heures, les crosses peuvent être utilisées comme sus-mentionné ou cuite à la vapeur ou même consommées crues. Elles sont alors croquantes.
Au Québec, les têtes de violon (Matteucia struthiopteris) font l'objet d'une cueillette printanière. On retrouve cette espèce principalement dans les milieux humides riches (plaines de débordement, cuvettes, bandes riveraines) . Bien que la fougère aigle (Pteridium sp., qui occupe les sites plus mésiques) soit aussi présente sur le territoire québécois, celle-ci ne semble pas faire l’objet d’une récolte.
En Corée, elles sont connues sous le nom de « gosari ».

#### Usage médicinaux
Les Amérindiens consommaient le rhizome cru de cette fougère pour lutter contre la bronchite. La poudre de ce même rhizome a longtemps été considérée comme souverain contre les parasites intestinaux,. Son rhizome mélangé à celui du gingembre était employé comme aphrodisiaque.
Guère usitée comme plante médicinale dans la majeure partie de l'Europe, elle est néanmoins réputée aux Baléares comme dépurative et antipléthorique. La fougère aigle a souvent servi à remplir les paillasses. On la jugeait capable d'interrompre l'énurésie des enfants.
Selon Pierre Lieutaghi, « c'est une plante toxique susceptible d'entraîner des troubles nerveux, des hémorragies intestinales et d'induire des tumeurs cancéreuses ». Un usage médicinal domestique est donc à bannir, il est réservé aux professionnels.

#### Usage folklorique
Il existait une tradition folklorique de récolte de cette fougère à la veille de la fête de la Saint-Jean. Selon la pensée magique de cette époque, la fougère « fleurissait et fructifiait » juste à minuit de cette veille-là et celui qui la récoltait alors devenait riche et heureux.